# روبرتو موراليس أوخيدا
روبرتو موراليس أوخيدا هو طبيب وسياسي كوبي، ولد في 15 يونيو 1967 في كوبا. نشط حزبياً في الحزب الشيوعي الكوبي. وقد انتخب مجلس الدولة الكوبي وانتخب مجلس وزراء كوبا ‏ وانتخب Ministry of Public Health ‏.